# Torsby
Torsby ( OUÇA A PRONÚNCIA) é uma pequena cidade do norte da província histórica da Värmland, situada na parte central da Suécia.
É a sede do município de Torsby, pertencente ao condado da Värmland.
Tem uma área de 7,19 km² e uma população de 4 512 habitantes (2018).
Está localizada a 100 km a norte da cidade de Karlstad, e situada na margem norte do lago Övre Fryken.

## Etimologia e uso
O nome geográfico Torsby deriva das palavras Tore (nome masculino) e by (aldeia), significando ”aldeia de Tore”.
A localidade está mencionada como Toresbyn, em 1540.

## História
Torsby cresceu em redor de um estabelecimento de fundição de ferro fundado por volta de 1690.

## Comunicações
A cidade de Torsby é atravessada pelas estradas europeias E16  (Torsby–Gävle) e E45  (Karesuando–Gotemburgo).
É a estação final da linha de Fryksdal (Kil-Torsby).
Dispõe do aeroporto de Torsby a 1,5 km da cidade.

## Personalidades ligadas a Torsby
- Marcus Berg, futebolista
- Sven-Göran Eriksson (Svennis), treinador de futebol

Torsby
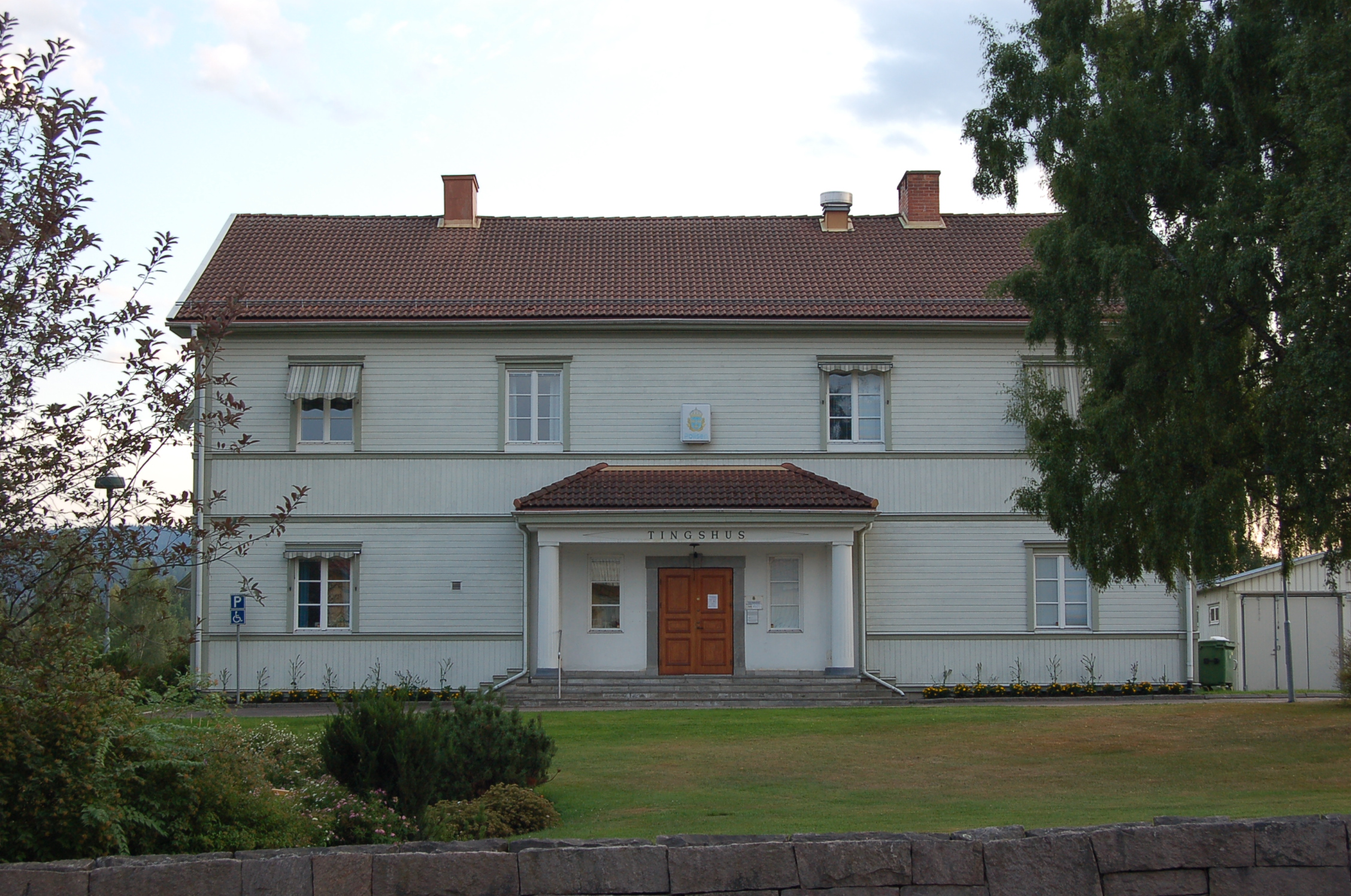
O antigo tribunal local ’’Tingshus’’
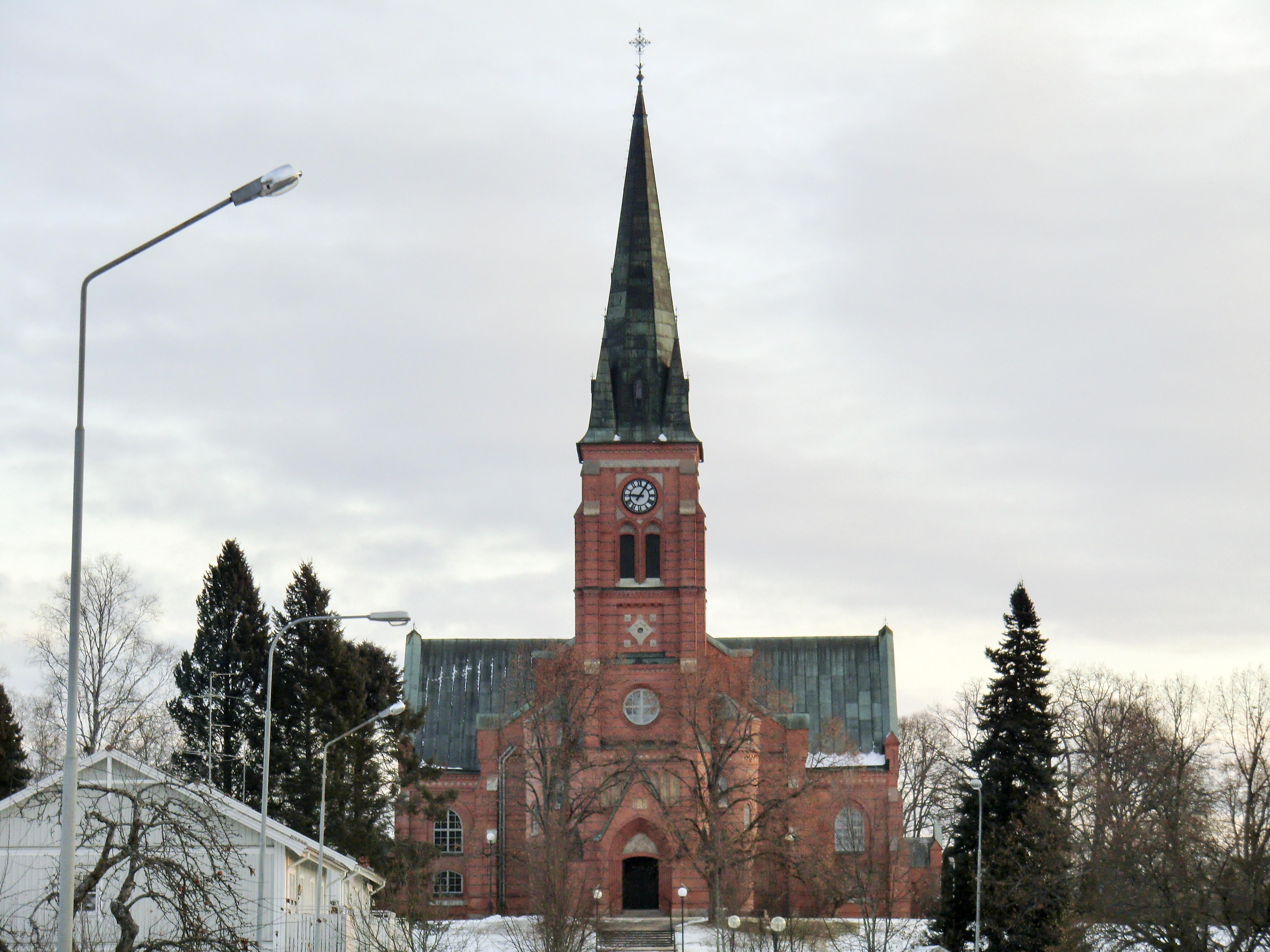
A igreja ’’Fryksände’’